# Chiedimi perdono/Gli sposati
Chiedimi perdono/Gli sposati è il primo singolo de I 5 Rizzo, pubblicato in Italia nel 1962.

## Tracce
Lato A
1. Chiedimi perdono (Lombardi, Busetto, Cassia)

Lato B
1. Gli sposati (Gian Carlo Testoni, Gino Mazzocchi)